# Амдо (уезд)
Амдо́ (тиб. ཨ་མདོ་རྫོང་, Вайли: a mdo rdzong, кит. упр. 安多县, пиньинь Ānduō xiàn) — уезд в городском округе Нагчу, Тибетский автономный район, КНР.

## История
Уезд был образован в 1959 году.

## Население
| Народность | Численность | Процентов |
| ---------- | ----------- | --------- |
| Тибетцы    | 32.191      | 98,01 %   |
| Китайцы    | 479         | 1,46 %    |
| Хуэйцзу    | 118         | 0,36 %    |
| Салары     | 19          | 0,06 %    |
| Прочие     | 36          | 0,11 %    |

## Административное деление
Уезд делится на 4 посёлка и 9 волостей:
- Посёлок Пана (帕那镇)
- Посёлок Чжажэнь (扎仁镇)
- Посёлок Яньшипин (雁石坪镇)
- Посёлок Цянма (强玛镇)
- Волость Мачу (玛曲乡)
- Волость Цома (措玛乡)
- Волость Бангай (帮爱乡)
- Волость Тандуй (滩堆乡)
- Волость Зачу (扎曲乡)
- Волость Ганъи (岗尼乡)
- Волость Сэу (色务乡)
- Волость Дома (多玛乡)
- Волость Маронг (玛荣乡)